# Julie Martin (athlétisme)
Pour les articles homonymes, voir Julie Martin et Martin.
Julie Martin, ou Julie Mézerette-Martin (née le 28 septembre 1979 à Bourg-la-Reine) est une athlète française, spécialiste des épreuves combinées.

## Biographie
Médaillée de bronze aux Jeux méditerranéens de 2001, elle est sacrée championne de France de l'heptathlon en 2003 à Narbonne et en 2004 à Sotteville-lès-Rouen.